# 阿替普酶
阿替普酶（英語：Alteplase）以Activase等商品名稱於市場中銷售，是生物合成的人體組織型纖溶酶原激活劑(t-PA) 。它是一種溶栓藥物，用於治療急性缺血性中風、急性ST段上升型心肌梗塞、與低血壓相關的肺栓塞和中央靜脈導管阻塞。透過靜脈注射或動脈注射方式給藥。阿替普酶與血管內皮細胞產生的組織型纖溶酶原激活劑相同，阿替普酶透過重組DNA技術於CHO細胞中合成，誘導纖溶作用而將血栓分解。
此藥物已被列入世界衛生組織基本藥物標準清單內。

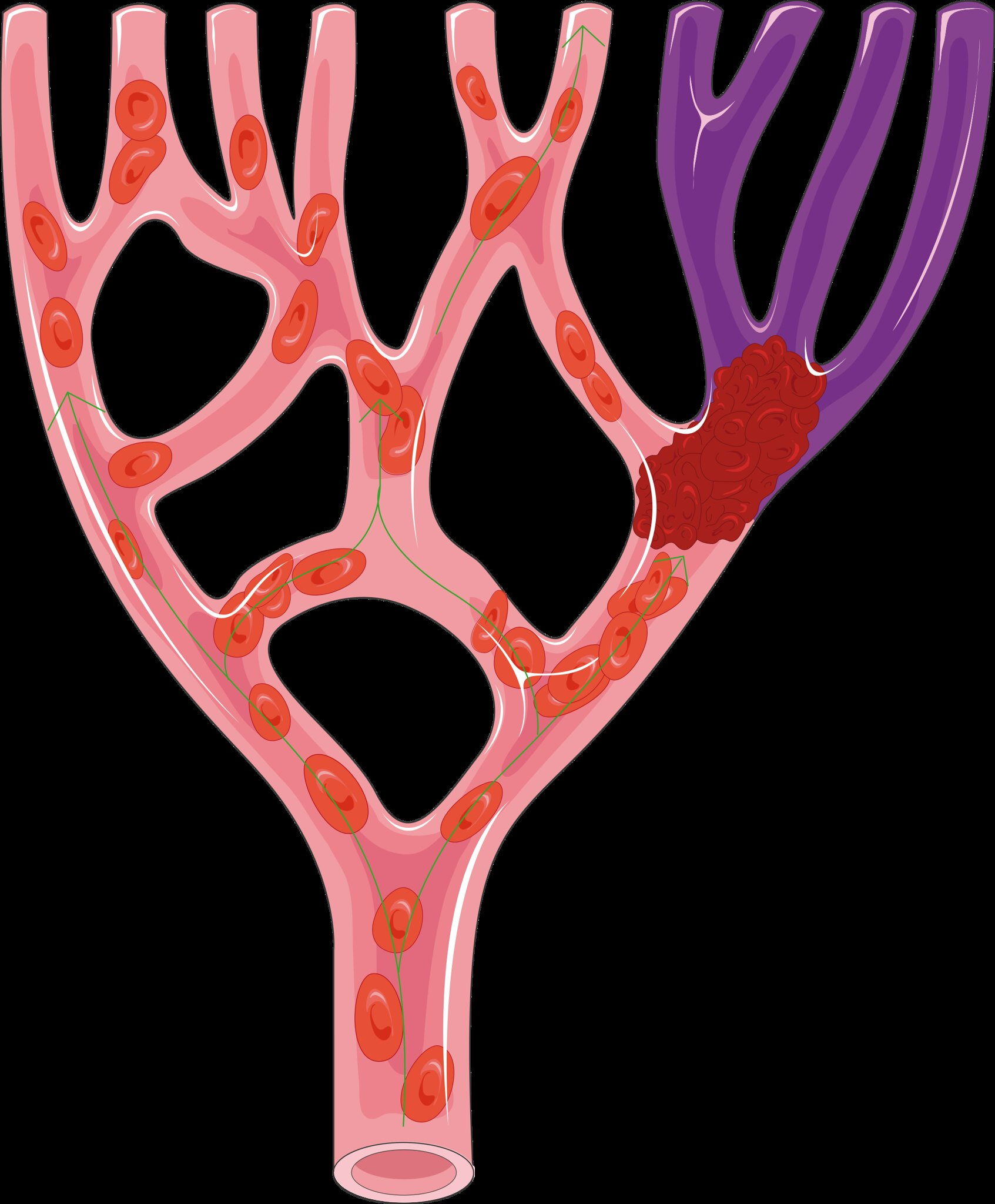
由於血栓形成而影響血液在血管中流動，此情況有可能被阿替普酶的纖溶作用克服。

## 醫療用途
阿替普酶的作用與其他溶栓藥物類似，適用於治療急性缺血性中風、急性心肌梗塞、急性大面積肺栓塞和導管阻塞。此藥物可溶解血栓以恢復組織內血液流通，但結果會隨病理情況而異。藥物通常是透過靜脈注射進入人體。而為處理導管阻塞，會將藥物直接注入導管中。

### 缺血性中風
對於患有急性缺血性中風的成年人，標準做法是利用阿替普酶進行溶栓治療。採用阿替普酶與改善患者功能和降低失能發生率有關聯。阿替普酶與機械式取栓法聯合使用會有更好的效果。

### 肺栓塞
迄2019年，阿替普酶是治療肺栓塞最常用的藥物。輸注阿替普酶所需時間不長（需2小時），它在人體中的生物半衰期為4-6分鐘。阿替普酶已獲得美國食品藥物管理局（FDA）核准透過新增的兩種方式進行治療：全身性溶栓 (systemic thrombolysis) 或導管導向溶栓術 (catheter-directed thrombolysis)。
全身性溶栓可快速恢復急性肺栓塞患者的右心室功能、心率以及血壓。然而採用此治療法時，使用的標準劑量可能會導致大出血（例如顱內出血），尤其是對於老年患者。根據一項系統性回顧，顯示低劑量阿替普酶比標準劑量會更安全，且同樣有效。

### 導管堵塞
使用小劑量阿替普酶可清除受到堵塞導管中的血塊，而能繼續使用導管。通常是使用中央靜脈導管以偵測阻塞的部分。目前美國醫界處理導管堵塞的標準方法是施用阿替普酶。阿替普酶在處理成人和兒童導管堵塞不但有效，且風險低。整體而言，利用阿替普酶清除血栓的副作用很少見。處理導管堵塞的新型替代藥物（例如替奈普酶、瑞特帕酶和重組尿激酶），會比阿替普酶更快在血管内發揮作用。

## 禁忌症
個體經測試後如顯示並非罹患急性缺血性中風，或是使用阿替普酶治療的風險超過可能的益處，則不應施用此藥物。患有增加出血傾向的出血性疾患者，以及血小板計數異常低的患者禁用阿替普酶。個體有活動性內出血和高血壓的也禁用此藥物。阿替普酶在小兒科族群中的安全性尚未完全確定。對於急性缺血性中風，如果個體已出現顱內出血和蛛網膜下腔出血時也要禁用。ST段上升型心肌梗塞患者使用阿替普酶的禁忌與急性缺血性中風患者相似。急性缺血性中風患者也可接受其他治療方式，包括機械式取栓法。

## 不良影響
阿替普酶是種溶栓藥物，使用後常見的不良反應就是出血，可能會致命。阿替普酶的不良反應包括症狀性顱內出血和致命性顱內出血。
另一種不良反應是血管性水腫，如果導致氣道阻塞，會有致命風險。其他副作用可能很少，過敏反應是其中之一。

## 作用機制

描述阿替普酶（一種t-PA）用來降解血栓（纖維蛋白）的路徑。

阿替普酶與血塊中的纖維蛋白結合，並活化血栓中的纖溶酶原。阿替普酶在纖溶酶原的Arg561-Val562肽鍵位點將其裂解，形成纖溶酶。纖溶酶是種纖維蛋白溶解酶，可裂解聚合纖維蛋白分子之間的交叉鏈結，導致血塊散開及溶解，此過程稱為纖溶作用。

### 調節與抑制
纖溶酶原激活劑抑制劑 1透過與阿替普酶結合並形成無活性複合物，而阻止阿替普酶的活性，血液中的此種複合物被肝臟清除。由於纖溶酶抑制劑會滅活和調節纖溶酶活性，導致纖溶酶的纖溶作用的持續時間極短。

## 歷史
美國國家神經疾患與中風研究所於1995年所做的一項研究，顯示靜脈注射阿替普酶可有效治療缺血性中風，而在醫學界引發一場典範轉移，醫院急診室的中風治療因而被重新設計，以便及時評估和治療缺血性中風的患者。

## 社會與文化
阿替普酶於2019年被列入世界衛生組織基本藥物標準清單，用於治療缺血性中風。

### 法律地位
由於FDA於1987年5月並未直接批准，而是要求藥廠基因泰克再提供藥物臨床試驗的額外數據，導致該公司股價為之下跌近四分之一。FDA此項要求被新聞描述為超出基因泰克以及許多心臟病專家和監管機構的意料之外，且引發對FDA的嚴厲批評，其中包括來自《華爾街日報》編輯委員會的。
經基因泰克提供額外兩項臨床試驗的結果後，此藥物於1987年11月被批准用於治療心肌梗塞。距離此組織型纖溶酶原激活劑（t-PA）首次製成前後僅花費七年的時間，而成為史上最快開發成功的藥物之一。

### 經濟學
在2005年至2014年期間，於美國使用阿替普酶的成本增加111%，而其他類似作用處方藥的成本並未照相同比例增加。但阿替普酶仍具成本效益。

### 品牌名稱
阿替普酶的商品名稱有Actilyse、Activase和Cathflo（或稱Cathflo Activase）。

### 爭議
阿替普酶在低收入和中等收入國家的使用率極低。原因可能是其成本高昂，而且通常並沒健康保險覆蓋其成本。
關於使用阿替普酶治療缺血性中風的文獻中也可能存在引用偏倚的情況，因為報告組織纖溶酶原激活劑正面的結果，比報告負面或中性結果的研究更有可能在後續研究中受到引用。
靜脈注射組織纖溶酶原激活劑的使用存在健康上性別不平等，因為當女性發生急性缺血性中風時，使用該藥物治療的可能性會低於男性。但此差異自2008年開始已持續改善中。